# Onciale 0249
- Papyrus
- Onciale
- Minuscules
- Lectionnaire

Le Codex 0249 (dans la numérotation Gregory-Aland), est un manuscrit du Nouveau Testament sur parchemin écrit en écriture grecque onciale.

## Description
Le codex se compose de 2 folios. Il est écrit en deux colonnes par page, de 15 lignes par colonne. Les dimensions du manuscrit sont 21 x 15 cm,. Les paléographes datent ce manuscrit du Xe siècle.
C'est un manuscrit contenant le texte de l'Évangile selon Matthieu (25,1-9).
Le texte du codex représenté est de type texte mixte. Kurt Aland le classe en Catégorie III.
Lieu de conservation
Il est conservé à la bibliothèque Bodléienne (Auct. T. 4.21, ff. 326, 327) à Oxford,.